# 拉什道爾
黑斯廷斯·拉什道爾（英語：Hastings Rashdall，1858年—1924年），英國的道德哲學家與神學家，英國現代主義最出色的其中一位學者，參與在1898年鼓吹自由派思想的「聖職人員協會」（the Modern Churchman's Union），後來在1928年改名為「現代聖職人員協會」。在藍彼得（Lampeter）、德倫（Durham）、牛津（Oxford）教授哲學，他想要在當時的英國國教裡復興劍橋的柏拉圖派（Cambridge Platonists）的思想，並且譴責當時內在論者（immanentist）的神學，像Inge的神秘主義和立敕爾（Ritschl）的歷史主義，而劍橋的柏拉圖派是一群17世紀的劍橋學者，反對清教徒教條式的加爾文主義與霍布斯（Hobbes）的物質主義，並且想用柏拉圖的唯心論（idealism）、特別是新柏拉圖主義（Neoplatonism）用在宗教上建立神學與哲學之間的關係，而拉什道爾似乎否認宗教經驗的效用，並且發表教導冷酷的道德主義，他也在1907年以《善與惡的理論》（The Theory of Good and Evil）一書紀念他的老師格林（Thomas Hill Green）和亨利．西奇威克（Henry Sidgwick），其中功利主義（utilitarianism）的思想源自這兩位老師，而善的觀念是出自格林，這本書也是首次使用理想的功利主義（ideal utilitarianism）一詞。
他主張位格唯心論（personal idealism），反對自然主義（naturalism）與絕對主義（absolutism），是對絕對唯心論（absolute idealism）的反動，與黑格爾（Hegel）的啟迪有關，兩者相同之處都認為現實是靈性的，但絕對唯心論強調包涵萬有的精神，相反地，位格唯心論則是位格的屬靈生命之本質，他對位格的定義是具有思考和感覺的意識，具備永恆（permanence）或統一（unity）的性質，可以區別自己與他人，也可以區別自己與經驗的對象（objects of experience），這是行動的來源，而且他認為位格有等級之分，即使人類也無法符合上述的條件，因為統一性要仰賴記憶，但沒有人的記憶是完全的，只有神完全符合。而他也接受一位有限之神的教義，雖然這一位神只有在受造物之前被限制，這舒緩了邪惡的問題，卻讓人懷疑神是否能戰勝邪惡，他認為神雖然不是全能，卻是宇宙中最強大的，既然祂是理性且道德的位格，我們就可以樂觀以待，雖然會有邪惡的爭戰，但我們與神一起合作終將戰勝邪惡。
拉什道爾也寫《基督教神學的贖罪觀》（Idea of Atonement in Christian Theology, 1919）表達他對基督教救贖論的看法，這被認為是亞伯拉德理論與榜樣說（Exemplarist）的重申，但實際上過於理性主義，遠超過亞伯拉德所說的。他認為亞伯拉德（Peter Abelard）理論比傳統代贖理論好，易被現代思想所接受，他引述亞伯拉德對羅馬書第二章的註釋，指出亞伯拉德強調喚醒我們裡面的神的愛，而且其救贖觀有三點值得注意：（1）他沒有提到代罰、代贖、賠償的觀念，更沒有提到客觀性的有效犧牲。（2）基督的救贖之工不僅限於祂的死，而是祂的整個生命，挑旺人的生命來達到基督完全的標準，而產生救贖，恢復因罪破裂的神人關係。（3）這種救贖觀使「基督使人稱義」帶出真實、而非律法上的虛擬果效，不是讓一個人看起來好像是好的，而沒有真實的改變。
這是一種道德影響理論（moral-influence theory），強調基督的死證明了神的愛，強調了基督的神性，而不是安瑟倫（Anselm）的補贖說（Satisfactio），因為補贖說認為基督的道成肉身，是人犯罪得罪神，需要對神做某種形式的補償，可是是因為人對神的恐懼與無知需要被矯正，基督之死才完成了這件事，所以基督之死的效力主要是在人身上，而不是神身上。然而救恩只是獲得了屬靈生命，需要繼續從效法耶穌所展示出來的理想，這個理想是神的的本質的顯露，人的屬靈生命在世是持續的、被成全的。雖然他使用了亞伯拉德的理論，可是他誤解這理論，以為只是純粹的道德影響理論，所以，他認為基督只是一個有崇高道德榜樣的人而已，他更認為教父時期對太20:28有嚴重的誤解，當時「基督的勝利」（Christus Victor）是一種過分的解釋。